# Kardemir Karabükspor
Maillots
Kardemir Karabükspor est un club turc de football basé à Karabük.

## Historique
Le club est créé en 1969 après un rassemblement entre deux équipes : Karabük Gençlikspor et Demir Çelik Spor. Il possède une section football, basket-ball en fauteuil roulant et volley-ball. 
En 1972, il est promu pour la 1re fois de son histoire en deuxième division.
Le club est promu en première division pour la 1re fois en 1993.
Depuis la saison 2010-2011, l'équipe évolue en première division turque.

## Parcours en championnat
- Championnat de Turquie : 1993-1994, 1997-1999, 2010-2015, 2016-2018
- Championnat de Turquie D2 : 1972-1973, 1974-1983, 1984-1993, 1994-1997, 1999-2001, 2008-2010, 2015-2016, 2018-
- Championnat de Turquie D3 : 1969-1972, 1973-1974, 1983-1984, 2001-2008

## Supporters
Le groupe des ultras est appelé Mavi Ateş (« Flamme Bleue ») et leur devise est Dumanlı kentin puslu çocukları (« Fils de la ville enfumée »).

## Effectif actuel
| N° | Nat.                   | Poste | Nom du joueur                       |
| -- | ---------------------- | ----- | ----------------------------------- |
| 1  | Drapeau de la Turquie  | G     | Furkan Kacar                        |
| 2  | Drapeau de la Turquie  | D     | Tayyib Talha Sanuç                  |
| 3  | Drapeau des Pays-Bas   | D     | Ferhat Görgülü                      |
| 7  | Drapeau de la Turquie  | M     | Osman Çelik (en prêt d'Antalyaspor) |
| 11 | Drapeau de la Turquie  | D     | Kerim Zengin                        |
| 12 | Drapeau du Mali        | M     | Hamidou Traoré                      |
| 16 | Drapeau de l'Islande   | M     | Ólafur Ingi Skúlason                |
| 18 | Drapeau de la Suède    | M     | Adam Ståhl                          |
| 19 | Drapeau de la Belgique | M     | Ahmet Karadayi                      |
| 25 | Drapeau de l'Ukraine   | G     | Oleksandr Rybka                     |
| 32 | Drapeau de la Belgique | M     | Murat Akin                          |
| 35 | Drapeau de la Turquie  | G     | Çağlar Şahin Akbaba                 |
| 38 | Drapeau de la Turquie  | D     | Hakan Aslantaş                      |

| No. | Nat.                                           | Position | Nom du joueur                        |
| --- | ---------------------------------------------- | -------- | ------------------------------------ |
| 44  | Drapeau de l'Ukraine                           | D        | Anton Kravchenko                     |
| 45  | Drapeau de la Turquie                          | A        | Ergin Keleş                          |
| 57  | Drapeau de la Turquie                          | D        | Özgür Yılmaz                         |
| 60  | Drapeau de la Turquie                          | M        | Alican Karadağ                       |
| 68  | Drapeau de la Turquie                          | M        | İshak Doğan                          |
| 70  | Drapeau du Brésil                              | M        | Leandrinho                           |
| 72  | Drapeau de la Turquie                          | A        | Yusuf Akbulut                        |
| 86  | Drapeau de la Turquie                          | M        | Cem Özdemir (en prêt de Sivasspor)   |
| 88  | Drapeau de l'Argentine                         | D        | Luis Ibáñez (en prêt de Trabzonspor) |
| 89  | Drapeau de la république démocratique du Congo | A        | Hervé Kage (en prêt du KV Courtrai)  |
| 90  | Drapeau de la Roumanie                         | A        | Marius Alexe                         |
| 97  | Drapeau de l'Ukraine                           | M        | Andriy Bliznichenko                  |